# Yeontan

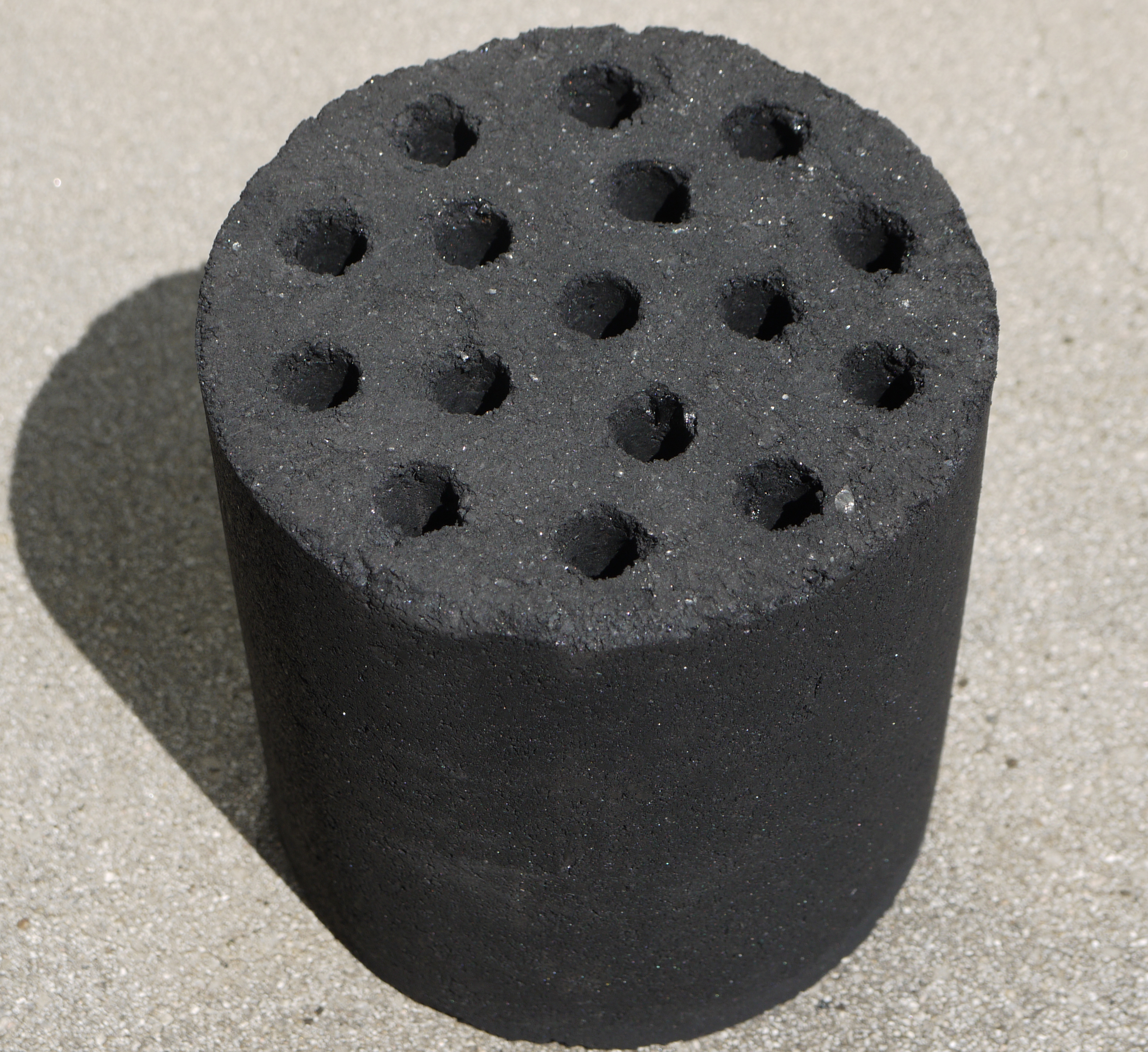
Yeontan japonés.

El Yeontan (en hangul, 연탄) es una briqueta de carbón utilizada principalmente en Corea del Sur para cocinar y calentar el hogar. Hechas de una mezcla de polvo de carbón de lignito y un agente adhesivo para mantener juntas las partículas de polvo, eran una alternativa a la leña y al carbón natural, en parte al tener un tamaño y forma mucho consistente y apilable. Existen cinco tamaños estándar de yeontan, siendo el segundo el más ampliamente utilizado en los hogares. La segunda briqueta estándar tiene forma cilíndrica, pesa 3.5 kg y mide aproximadamente 20 cm de altura con 15 cm de diámetro. El yeontan estándar tiene 22 agujeros perforados en su parte superior para facilitar la quema constante y eficiente, y en un hogar se utiliza de una a tres briquetas por día en el invierno. Un nuevo yeontan a veces se coloca encima del actual cuando está medio quemado y así mantener continuamente el fuego. 
Fue introducido a Corea por Japón en la década de 1920, pero su popularidad aumentó después de la Guerra de Corea. En 1988, el 78% de los hogares coreanos usaba yeontan, pero en 1993 disminuyó al 33% debido a que las personas comenzaron a optar por otras alternativas, tales como las calderas de petróleo y gas. Se estima que solo el 2% de los hogares lo usó en 2001. Las calderas redujeron el riesgo de envenenamiento por monóxido de carbono, una de las principales causas de muerte en los hogares con calefacción de carbón.
En los últimos años, en medio de la epidemia de suicidios en Corea del Sur, el yeontan ha sido usado como un método de suicidio por envenenamiento con monóxido de carbono.